# Zuzana Urbánková
Zuzana Urbánková (* 28. August 1959, geborene Zuzana Valečková) ist eine tschechische Badmintonspielerin. 

## Karriere
Zuzana Urbánková wurde 1981 erstmals nationale Meisterin in der Tschechoslowakei, wobei sie im Damendoppel mit Alena Nejedlová erfolgreich war. Vier weitere Titelgewinne folgten bis 1983. Außerhalb ihrer Heimat siegte sie 1983 bei den Internationalen Werner-Seelenbinder-Gedenkturnier.

## Sportliche Erfolge
| Saison | Veranstaltung                                          | Disziplin   | Platz | Name                                   |
| ------ | ------------------------------------------------------ | ----------- | ----- | -------------------------------------- |
| 1981   | Tschechoslowakische Einzelmeisterschaften              | Damendoppel | 1     | Alena Nejedlová / Zuzana Urbánková     |
| 1982   | Tschechoslowakische Einzelmeisterschaften              | Mixed       | 1     | Karel Lakomý / Zuzana Urbánková        |
| 1982   | Tschechoslowakische Einzelmeisterschaften              | Damendoppel | 1     | Alena Nejedlová / Zuzana Urbánková     |
| 1983   | Tschechoslowakische Einzelmeisterschaften              | Dameneinzel | 1     | Zuzana Urbanková                       |
| 1983   | Tschechoslowakische Einzelmeisterschaften              | Damendoppel | 1     | Jaroslava Balcarová / Zuzana Urbánková |
| 19834  | DDR: Internationales Werner-Seelenbinder-Gedenkturnier | Mixed       | 1     | Michal Malý / Zuzana Urbánková         |